# Ribeira Afonso
A Ribeira Afonso é um curso de água do arquipélago de São Tomé e Príncipe, localizado no distrito de Cantagalo, ilha de São Tomé, corre para Este até encontrar o mar entre a Praia da Colónia Açoriana e a Praia do Morrão.